# Шверчок, Якуб
Я́куб Шве́рчок (пол. Jakub Świerczok; 28 декабря 1992, Тыхы) — польский футболист, нападающий клуба «Омия Ардия» и сборной Польши.

## Клубная карьера
Родился 28 декабря 1992 года в городе Тыхы. Воспитанник нескольких футбольных академий, последней из которых стала «Краковия». В 2009 году краковский клуб продал молодого таланта в «Полонию» (Бытом) за 15.000 злотых. С 2011 года Шверчок стал привлекаться к матчам первой командой и до конца года забил 12 голов в 18 матчах второго дивизиона Польши, заинтересовав иностранных скаутов.
В результате в январе 2012 перспективный нападающий перешел в немецкий «Кайзерслаутерн», подписав контракт на три с половиной года. 21 января 2012 года дебютировал за новый клуб во время матча 18-го тура Бундеслиги с «Вердером» (0:0). Впрочем, закрепиться в основе поляк не сумел, до конца сезона проведя шесть матчей за первую команду и девять за резервную.
19 июля 2012 года Шверчок для получения игровой практики был отдан в аренду в польский «Пяст». 31 августа Шверчок дебютировал за новую команду во время матча второго тура Экстракласы с клубом «Погонь» (Щецин), дебютировав также в высшей лиге Польши. Впрочем, этот матч так и остался единственным за клуб во время той аренды, поскольку уже 10 сентября 2012 года в матче молодежной сборной Польши против Португалии он получил разрыв крестообразных связок, от которых не смог восстановиться до конца сезона.
После окончания сезона Шверчок вернулся в «Кайзерслаутерн», но в августе 2013 года он снова разорвал связки левого колена. Оправившись от травмы, с мая 2014 начал выступать за резервную команду, но прежней результативности уже не показывал и 10 декабря 2014 по договоренности сторон разорвал контракт с немецким клубом.
В начале 2015 года Якуб вернулся в Польшу, где играл за клубы «Завиша», «Гурник» (Ленчна), «Тыхы» и «Заглембе» (Любин), но нигде надолго не задерживался. В составе «Заглембе» Шверчок за одну половину сезона забил 16 голов в 21 матче польской Экстраклассы, чем заинтересовал предсавников болгарского клуба «Лудогорец», к которому и присоединился в январе 2018 года за 1 млн евро. С командой поляк трижды подряд выигрывал чемпионат Болгарии, забив за это время 24 гола в 59 играх чемпионата.
В августе 2020 года Шверчок был отдан в аренду на сезон в «Пяст», за который забил 15 голов в 23 играх Экстраклассы и стал вторым лучшим бомбардиром чемпионата.

## Карьера в сборной
7 сентября 2011 года Шверчок сыграл свой единственный матч в составе юношеской сборной Польши (U-20) во время встречи Турнира четырех наций с Италией, в которой забил гол.
В 2012 году привлекался в состав молодежной сборной Польши. На молодежном уровне сыграл в 3 официальных матчах, но в последнем из них получил серьезную травму и дальше выступать не мог.
10 ноября 2017 года дебютировал в официальных матчах в составе национальной сборной Польши в товарищеской игре против Уругвая (0:0) в Варшаве, заменив Камиля Вильчека на последние 23 минуты.
В мае 2021 года попал в финальную заявку сборной на чемпионат Европы 2020.